# Maître d'armes
Pour les articles homonymes, voir Le Maître d'armes.
Un maître d'armes est une personne qui enseigne l'escrime, ou par extension les arts martiaux en Europe. Dès l'apparition de cette fonction, les seigneurs ont souvent eu à leur service un maître d'armes, qui les préparait au duel à l'épée et aux autres armes blanches. Cet enseignement a longtemps été réservé aux nobles, puis aux militaires. Aujourd'hui le terme désigne plutôt un éducateur sportif diplômé, enseignant l'escrime sportive ou l'escrime artistique.

## Origine du terme
L'origine du terme « maître d'armes » est antérieure au XIIIe siècle, puisqu'en 1292 le Livre de Taille de la ville de Paris signale l'existence de sept escrimeurs professionnels (maîtres d'arnoys) dans la capitale ; en 1585 la communauté des escrimeurs de Paris adopte le terme de maître d'armes.

## Une brève histoire des maîtres d'armes,XIIIe–XVIIIesiècle
La profession de maître d'armes est intimement liée à l'histoire de l'escrime, qui est traitée plus en détail dans l'article Histoire de l'escrime. Ce paragraphe se concentre sur des généralités permettant d'apprécier le métier de maître d'armes et la condition sociale de celui qui l'exerçait.

### Un enseignement polyvalent
Les traités de combat médiévaux, comme les Fechtbücher allemands ou leurs homologues italiens, couvrent non pas seulement l'art de manier l'épée, mais également la lutte, le combat au bouclier et aux armes d'hast, à la dague; en somme, l'ensemble des arts martiaux pratiqués en Europe. Par conséquent, le maître d'armes se devait d'être polyvalent. Cette polyvalence s'est poursuivie jusqu'assez tardivement dans le domaine militaire: par exemple en France, à l'École normale de gymnastique et d'escrime de Joinville, était enseignée la lutte, le bâton, la boxe ainsi que le combat à la baïonette, en plus de l'escrime militaire. Dans le domaine civil, passé la seconde moitié du XVIe siècle, le maître d'armes se concentre plus sur l'escrime à l'épée.

### Un puissant désir d'ascension sociale
Le maître d'armes est en général une personne de condition non noble, qui n'exerçait d'ailleurs pas non plus forcément son activité de maîtres d'armes à plein temps. Par exemple, l'auteur du manuscrit I.33 (le plus ancien traité d'escrime européenne qui soit parvenu jusqu'à nous) est décrit dans le texte comme étant un prêtre (sacerdos). Le maître strasbourgeois Joachim Meÿer était quant à lui membre de la guilde des couteliers de sa ville.
De nombreux maîtres d'armes germaniques du XVe siècle ont des origines juives (Ott le Juif, Jud Lew, Andres Juden), ce qui, à l'époque, en faisait des personnes de condition sociale plus basse que les chrétiens. Cela montre que le métier n'était initialement pas l'une des professions les plus en vue de la société.
Cependant, les maîtres d'armes ont souvent côtoyé la noblesse, ce qui a naturellement nourri chez eux un désir d'ascension sociale. Ce processus s'est réalisé par quatre voies, principalement:
- le culte d'un certain secret initialement;
- la rédaction de traités permettant de gagner en prestige et de s'assurer des revenus;
- la tentative d'élever l'escrime au rang de science
- l'organisation et la protection de la profession par des corporations ou guildes, et des brevets de maîtrise.

On peut donc dire, que ce désir d'ascension sociale a été un moteur puissant pour l'évolution de l'escrime.

#### Le culte du secret

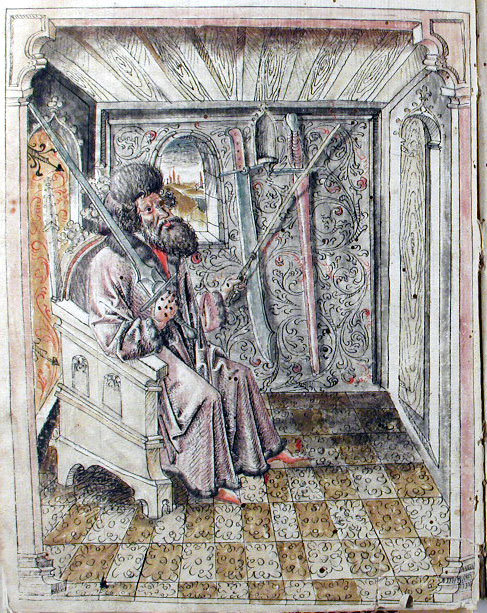
Cette image de maître d'armes assis précède le poème de Johannes Liechtenauer dans le Codex 44A.8. de Peter von Danzig (1452).

"Botte secrète", "coup de maître", beaucoup de termes ont été utilisés pour désigner une technique qui assure à celui qui est initié une supériorité dans l'art de tuer son adversaire. Cette terminologie témoigne d'un certain mythe du secret cultivé par les maîtres d'armes afin d'assurer leur fonds de commerce.
Dans le Saint-Empire, la plus grande tradition d'escrime médiévale repose sur un obscur poème en vers de la fin du XIVe siècle écrit par un maître dont on ne sait pratiquement rien, Johannes Liechtenauer. Ce texte décrit l'ensemble de son art mais il est incompréhensible par quiconque n'est pas un initié de son art (il a probablement servi de moyen mnémotechnique pour ses élèves). Le poème ne décrit pas les éléments d'escrime de base (frappes, déplacement) dont on peut supposer que l'élève devait déjà en avoir les notions. Au contraire, il se concentre sur des techniques plus évoluées, dont font partie en particulier les "coups secrets" ou "coups de maître" (Meisterhaue) --des techniques où la parade et l'attaque sont simultanées, et dont on peut supposer que seules peu de personnes maîtrisaient l'exécution. Dans la lignée de traités qui ont suivi, ces coups ont été repris, et le secret s'est peu à peu éventé.
En Italie, le premier traité notable, celui de Fiore de'i Liberi, a été rédigé vers 1410, alors que celui-ci avait déjà atteint la soixantaine: à cet âge, le maître n'a plus aucune raison de conserver ses secrets, on peut supposer que la rédaction du traité est pour lui un moyen de s'assurer une rente pour ses vieux jours, par son mécène Niccolò III d’Este. À Bologne, au début du XVIe siècle, les premiers traités d'escrime bolonaise comme celui d'Achille Marozzo décrivent le contexte de la salle d'armes, en particulier comment les élèves doivent jurer de ne pas exposer les techniques qu'ils y apprennent à un tiers; comment un tiers, s'il assiste à la leçon d'un élève, doit également jurer; comment enfin, l'on doit traiter un élève qui à son tour enseigne l'art sans l'autorisation de son maître. Il est très intéressant de noter que les premiers traités bolonais n'apparaissent qu'au début du XVIe siècle, alors que l'école bolonaise est active dès le début du XVe siècle, ce qui signifierait que le secret a pu être relativement bien gardé jusque-là.
En Espagne, durant la seconde moitié du XVIe siècle, se développe une escrime à la rapière fondée sur des principes mathématiques inspirés du maître italien Camillo Agrippa. Cette escrime est nommée Verdadera Destreza, et s'oppose à une escrime commune (esgrima vulgar) pratiquée par les gens du commun et les maîtres d'armes non initiés. Il s'agit là aussi, d'un exemple d'une escrime présentée comme secrète et supérieure.

#### Les traités: un outil pour gagner en prestige

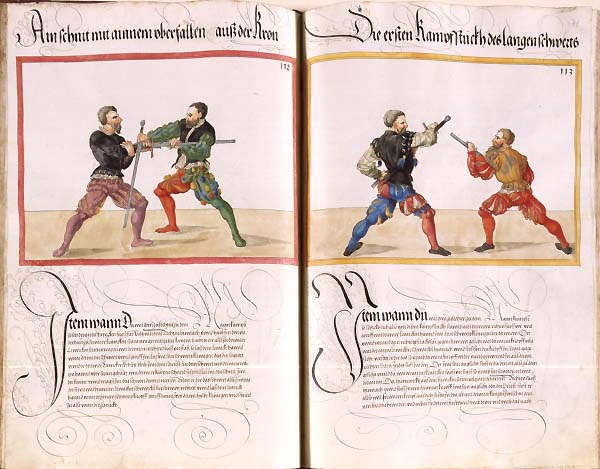
Page du traité Dresden C 93 de Paulus Hector Mair (vers 1540), sur l'épée longue

Le traité sur l'art du combat (voir par exemple l'exemple allemand du Fechtbuch) puis spécialisé dans l'escrime, est l'un des moyens à disposition du maître d'armes pour asseoir à la fois l'autorité de sa profession et son prestige personnel au détriment de ses confrères. Cependant, par la rédaction des traités, les secrets entourant les techniques exposées sont éventés. Mais cela peut être contrebalancé par la perspective de gagner une rente ou d'être dans de meilleures conditions pour briguer un poste plus important.
Ces traités étaient d'abord manuscrits, puis imprimés à partir du XVIe siècle. La rédaction d'un tel ouvrage était en général réalisée sous le mécénat de quelque seigneur auprès duquel le maître exerçait. Le traité typique débute donc en général par une longue série de dédicaces et de préfaces de personnages importants, afin de valoriser le travail.
Jusqu'au XVe siècle, dans la tradition de la littérature médiévale, de nombreux traités se ressemblent puisqu'ils sont des gloses, voire des plagiats d'extraits d'un ou plusieurs traités antérieurs, et les innovations, quand elles sont présentes, ne sautent donc pas forcément immédiatement aux yeux. Cette tendance est particulièrement visible dans les Fechtbücher de la tradition germanique de Johannes Liechtenauer. Il y a comparativement moins de traités dans la tradition italienne au XVe siècle, puisque seuls Fiore dei Liberi et Filippo Vadi ont écrit des œuvres majeures. Dans tous les cas, ces traités sont multi-armes, et couvrent aussi bien le combat en armures que le combat sans protections, tel qu'il est pratiqué dans le cadre du duel judiciaire.
Au début du XVIe siècle la tradition de Liechtenauer est encore bien vivace dans le Saint-Empire, mais dans le reste de l'Europe c'est l'escrime italienne qui se diffuse. La fin du XVIe siècle voit cependant l'apparition de traités français (comme le traité d'Henry de Saint-Didier), anglais (comme le traité de George Silver), espagnols (Jerónimo de Carranza), qui tentent de se démarquer de l'escrime italienne, ou d'améliorer celle-ci. On peut y voir en partie une certaine volonté nationaliste encouragée dans les différents pays dans les corporations de maîtres d'armes.
Le traité d'escrime n'est cependant pas l'apanage du seul maître d'escrime, puisque certaines personnes, telles que Paulus Hector Mair ou Camillo Agrippa n'exerçaient pas l'escrime professionnellement mais uniquement en amateurs, et ont malgré tout publié de tels traités.

#### Le maître d'armes: un artisan, un artiste, ou un scientifique?

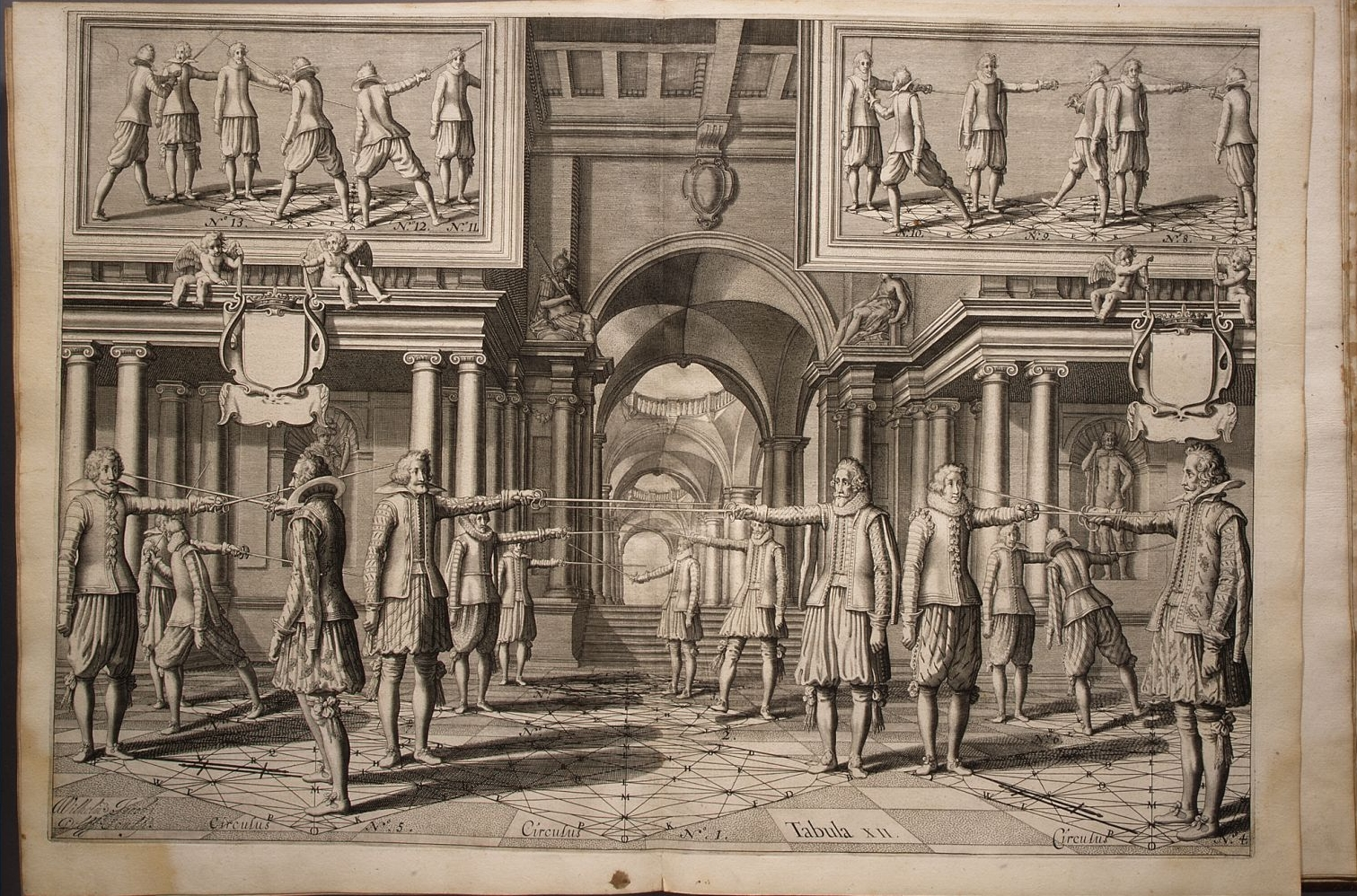
Planche du traité de rapière "Académie de l'Espée" de Gérard Thibault d'Anvers (1628). Noter les tracés géométriques sur le sol.

Le maître d'armes avait en France un statut modeste; à Paris, le rôle des métiers de 1582 classe les maîtres d'armes parmi les "entrepreneurs de jeu". L'escrime était jusqu'à la Renaissance, considérée comme un art; cependant pour bien comprendre ce terme il faut se rappeler que jusqu'à la Renaissance, l'art désigne un certain nombre de règles de production associée à une notion d'effort; il en ressort que l'on ne faisait pas véritablement la différence entre un artisan et un artiste, et que l'art avait un rang inférieur à celui de science (ensemble de connaissances pures). Le maître d'armes exerçait "une activité sans prestige, enracinée dans le monde des métiers et des arts mécaniques".
Le maître Camillo Agrippa est l'archétype du polymathe de la Renaissance: architecte et ingénieur, il a également écrit un traité remarquable d'escrime qui géométrise l'art de tirer de l'épée et qui a révolutionné l'histoire de l'escrime. Ce traité, intitulé Il Trattato Di Scientia d'Arme, con un Dialogo di Filosofia, est l'exemple parfait de cette volonté de gagner en prestige en élevant l'escrime au rang de science. Le maître néerlandais Gérard Thibault d'Anvers (en) est un second exemple de cette mouvance, son traité étant fortement mathématisé avec de nombreux diagrammes de géométrie. Mais cette démarche n'est pas nouvelle: en 1443 déjà, le maître bolonais Lippo Bartolomeo Dardi a lui aussi obtenu un poste de professeur à l'université de Bologne par la rédaction d'un mémoire liant l'escrime à la géométrie.
Cette volonté de gagner en prestige de la part des maîtres d'armes a été parfois vue avec un certain amusement par leurs contemporains. La comédie-ballet Le Bourgeois gentilhomme de Molière contient, ainsi, un passage où M. Jourdain, héros de la pièce, assiste à une leçon donnée par un maître à danser, un maître de musique et un maître d'armes. Celui-ci, sûr de la supériorité de sa profession, provoquera une dispute entre lui et les deux autres maîtres par son mépris pour leurs arts.

### Organisation de la profession
Rapidement, comme pour la plupart des autres professions, les maîtres d'armes ont cherché à préserver leurs prérogatives par la réglementation de leur métier, et leur organisation en corporations ou guildes.

#### Dans le Saint-Empire
Dans le Saint-Empire, au XVIe siècle les maîtres d'armes étaient organisées en deux corporations rivales, les Federfechter, et les Marxbrüder.

#### En France
La profession de maître d'armes fut reconnue en France par le roi Charles IX avec la création de l'Académie d'Armes de France en 1569.

## Le maître d'armes depuis leXIXesiècle
L'enseignement de l'escrime s'est démocratisée au XIXe siècle et l'on a vu apparaître des maîtres d'armes civils et des salles d'armes où les trois armes étaient enseignés à des fins non militaires. Ce changement est contemporain de l'évolution de l'escrime comme un sport.

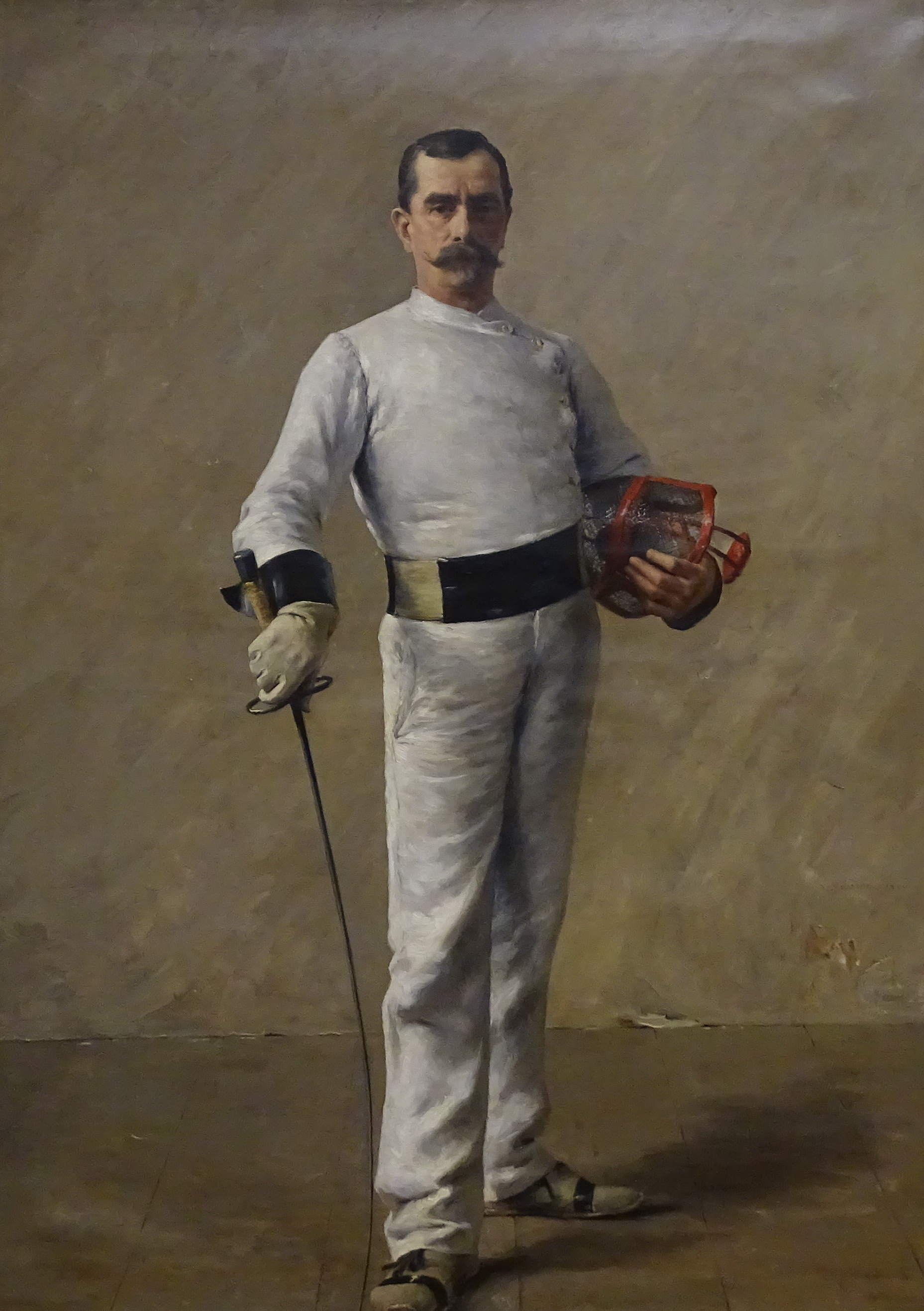
Le maître d'armes (M. Barthélemy), tableau de Tancrède Bastet, 1890, musée de Grenoble

Admis comme sport olympique dès novembre 1894, l'escrime est sport olympique depuis les jeux de 1896.
En France, il existe une école des maîtres d'armes, le Centre national de formation à l’escrime, situé à Châtenay-Malabry.
Pour pouvoir enseigner et diriger une salle d'armes, les maîtres d'armes français doivent légalement être titulaire d'un BEES (1,2 ou 3), d'un DE JEPS ou d'un DES JEPS d'escrime et doivent pouvoir enseigner les trois armes (fleuret, épée et sabre) ainsi que l'escrime de spectacle et les escrimes adaptées aux personnes en situation de handicap.
On peut également considérer que, dans le domaine militaire, le personnel enseignant actuellement le combat au corps à corps et le combat au couteau, perpétuent de leur côté une tradition qui hérite elle aussi des maîtres d'armes d'antan.

## Maîtres d'armes en arts martiaux
Par extension, le terme maître d'armes désigne aussi des enseignants d'arts martiaux.